# Гузоландия
Гузоландия (порт. Guzolândia) — муниципалитет в Бразилии, входит в штат Сан-Паулу. Составная часть мезорегиона Сан-Жозе-ду-Риу-Прету. Входит в экономико-статистический микрорегион Аурифлама. Население составляет 3735 человек на 2006 год. Занимает площадь 253,669 км². Плотность населения — 14,7 чел./км².

## История
Город основан в 1946 году.

## Статистика
- Валовой внутренний продукт на 2003 составляет 42.616.534,00 реалов (данные: Бразильский институт географии и статистики).
- Валовой внутренний продукт на душу населения на 2003 составляет 10.675,48 реалов (данные: Бразильский институт географии и статистики).
- Индекс развития человеческого потенциала на 2000 составляет 0,729 (данные: Программа развития ООН).